# Raúl Méndez
Raúl Méndez Martínez (Torreón, 11 de abril de 1975) é um ator mexicano de televisão e cinema.

## Biografia
Estudou interpretação no Centro de Educação Artística de Monterrey. Iniciou sua carreira na televisão em 1998, na telenovela El amor de mi vida, da TV Azteca.
Em 2011 protagonizou a telenovela El sexo débil, ao lado de Itatí Cantoral.
Em 2013 participou da narco-novela El señor de los cielos, interpretando à Victor Casillas "El Chacorta". O ator participou apenas das duas primeiras temporadas.
Em 2015 participou da série Sense8, do Netflix.

## Carreira

### Televisão
- Enemigo íntimo (2018) como Alejandro Ferrer
- La fiscal de hierro (2017) como Ernesto Padilla
- La viuda negra (2016) como José Joaquín “El Diablo” Guerra
- Narcos (2015) como  César Gaviria
- Sense8 (2015) como Joaquín Flores
- El señor de los cielos (2013-2014) como Víctor Casillas "Chacorta"
- Paramédicos:Una serie basada en hechos reales (2012) como Damián Molina.
- Estado de gracia (2012) como Comandante Gonzalo Castorena.
- Quererte así (2012) como Marcial Andrade.
- Lynch (2012) como George González.
- El sexo débil (2011) como Dante Camacho.
- Como ama una mujer (2007) como Diego.
- Feliz navidad, mamá (2002) como Samuel.
- Fidel (2002) como Rodríguez.
- In the Time of the Butterflies (2001) como Pedrito.
- Lo que callamos las mujeres (2001) como Octavio.
- Warden of Red Rock (2001) como Lefty.
- Die Geiseln von Costa Rica (2000) como Talamanca.
- El amor de mi vida (1998) como Rodrigo.

### Cinema
| Ano  | Título                                          | Personagem          | Diretor              |
| ---- | ----------------------------------------------- | ------------------- | -------------------- |
| 2014 | Visitantes                                      | Daniel              | Acán Coen            |
| 2013 | No sé si cortarme las venas o dejármelas largas | Aarón               | Manolo Caro          |
| 2013 | Ciudadano Buelna                                | Venustiano Carranza | Felipe Cazals        |
| 2012 | Paramédicos                                     | Damián              | Fernando Rovzar      |
| 2011 | Cristiada                                       | Miguel Gómez Loza   | Dean Wright          |
| 2010 | Lázaro                                          | TBA                 | Rigoberto Castañeda  |
| 2010 | Hidalgo: La historia jamás contada              | Ignacio Allende     | Antonio Serrano      |
| 2010 | Abril y mayo                                    | Alejandro           | José Luis Gutiérrez  |
| 2010 | Sangre de familia                               | Lisandro            | Eduardo Rossoff      |
| 2010 | Chamaco                                         | TBA                 | Miguel Necoechea     |
| 2010 | La profecía de los justos                       | Agente Ramírez      | Manuel Carballo      |
| 2010 | 2033                                            | Goros               | Francisco Laresgoiti |
| 2009 | Amar a morir                                    | Tiburón             | Fernando Lebrija     |
| 2008 | Paraíso perdido                                 | Darío               | Ismael Nava Alejos   |
| 2008 | La ropa sucia                                   | TBA                 | Yoame Escamilla      |
| 2008 | El viaje de Teo                                 | Alejandro           | Walter Doehner       |
| 2007 | Sultanes del sur                                | Mirón en el robo    | Alejandro Lozano     |
| 2007 | La sangre iluminada                             | Roberto             | Iván Ávila Dueñas    |
| 2006 | Kilómetro 31                                    | Omar                | Rigoberto Castañeda  |
| 2006 | Morirse en domingo                              | Eleuterio           | Daniel Gruener       |
| 2006 | Un mundo maravilloso                            | Asesor de Imagen    | Luis Estrada         |
| 2005 | The Legend of Zorro                             | Ferroq              | Martin Campbell      |
| 2004 | Matando Cabos                                   | Botcha              | Alejandro Lozano     |
| 2003 | Midas                                           | Paco                | Carlos Morales       |
| 2002 | El tigre de Santa Julia                         | Miranda             | Alejandro Gamboa     |
| 2002 | Demasiado amor                                  | Sergio              | Ernesto Rimoch       |
| 2000 | Beso nocturno                                   | TBA                 | Boris Rodríguez      |